# Francis Guinard
 (juin 2013).
Francis Guinard, né le 30 août 1913 à Mégrit (Côtes-du-Nord, actuellement Côtes d'Armor) et mort à Léhon le 19 septembre 1996, est un sculpteur français.

## Biographie
Après avoir suivi ses études primaires dans son village natal, Francis Guinard fait ses classes secondaires à Lamballe. Il est admis à l'École régionale des beaux-arts de Rennes en 1928 dans l'atelier d'Albert Bourget, et en 1931 il entre à l'École des beaux-arts de Paris dans les ateliers des sculpteurs Henri Bouchard et de Paul Niclausse.
En 1939, il épouse Henriette Goasguen, une jeune infirmière qui lui donnera deux garçons. Mobilisé pendant la Seconde Guerre mondiale, il est fait prisonnier. À son retour, il emménage au 83 rue de la Tombe-Issoire à Paris. C'est en 1955 qu'il éprouve le besoin de revenir en Bretagne et il s'installe à Languédias. Avec son épouse, il fonde l'« Institut de Bel-Air ».
Francis Guinard participe à des concours et obtient des commandes publiques. Il travaille principalement la pierre granitique de son village de Languédias.
Le 19 septembre 1996, il meurt à l'Hôpital de Dinan sur la commune de Léhon et est inhumé au cimetière de Languédias.

## Œuvres

### Sculptures

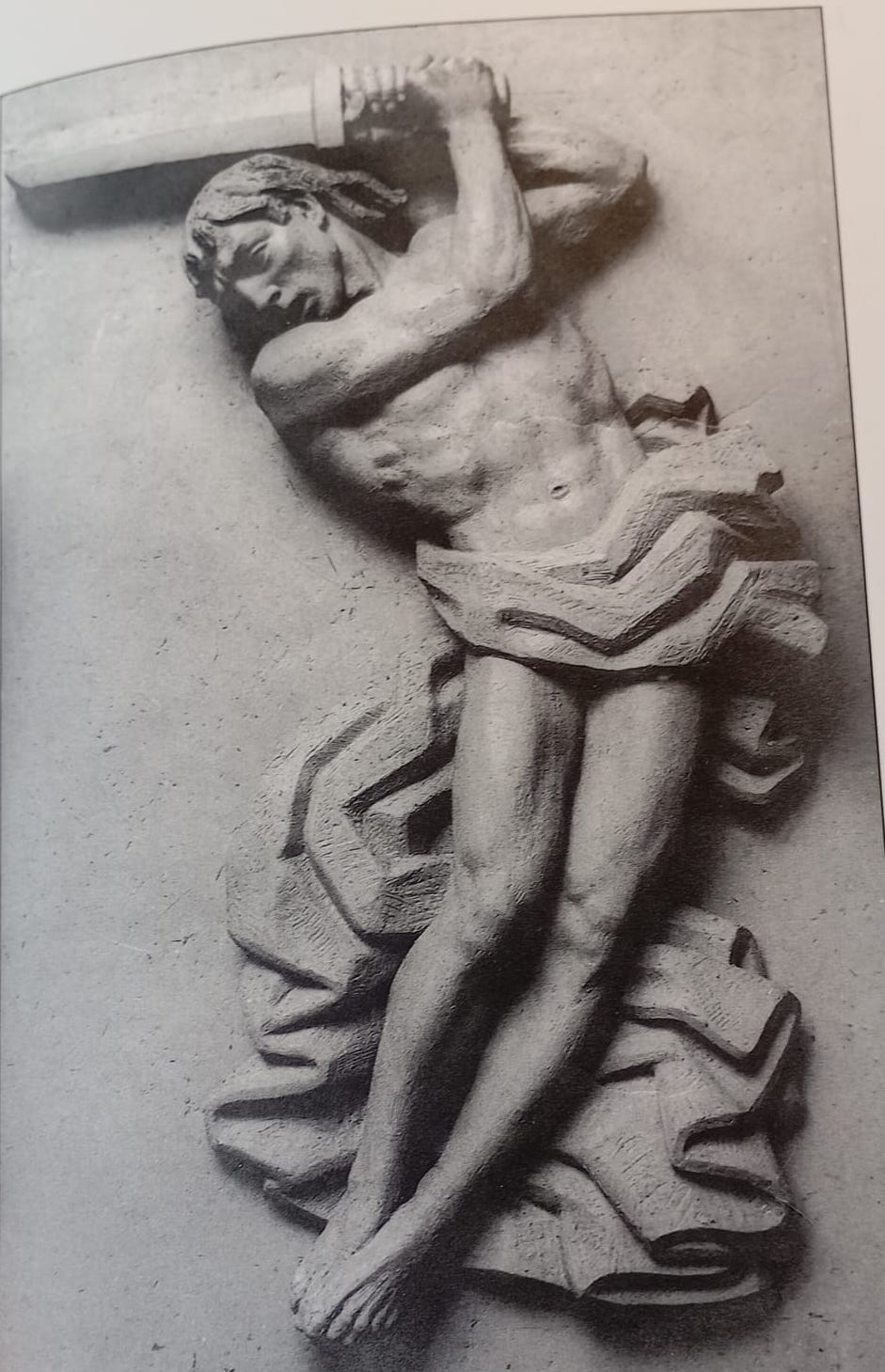
Francis Guinard, Monument aux fusillés du maquis de Meilhan (Gers.), granite de Languédias.

Francis Guinard se spécialise dans la sculpture figurative classique et excelle dans la taille de la pierre, en particulier du granit de Languédias. Ses thèmes de prédilection incluent les figures humaines et animalières : baigneuses, femmes à la cruche, sirènes, tigres.
Son style se distingue par une grande maîtrise technique et un souci du détail, qu'il applique notamment dans le travail du granit, matériau qu'il appréciait pour sa finesse et sa palette de couleurs allant du sable au gris perle.
Il réalise de nombreuses commandes publiques, parmi lesquelles :
- Vierge à l'enfant (1958), chapelle des Rothouers à Éréac

- Monument aux fusillés du Maquis de Meilhan (Gers)

- Saint Jean l'Évangéliste, statue en pierre sur la façade de la cathédrale Notre-Dame-de-l'Assomption de Montauban
- Fronton du lycée de jeunes filles de la ville d'Agen
- Bertrand Du Guesclin, statue pour la ville de Broons (Côtes-d'Armor)
- La Quête du Graal, bas-relief, cour d'honneur de la préfecture de Saint-Brieuc
- La Sainte Vierge, église Saint-Vincent-de-Paul de Saint-Brieuc
- Monument aux victimes de la frégate météorologique Laplace, Saint-Cast

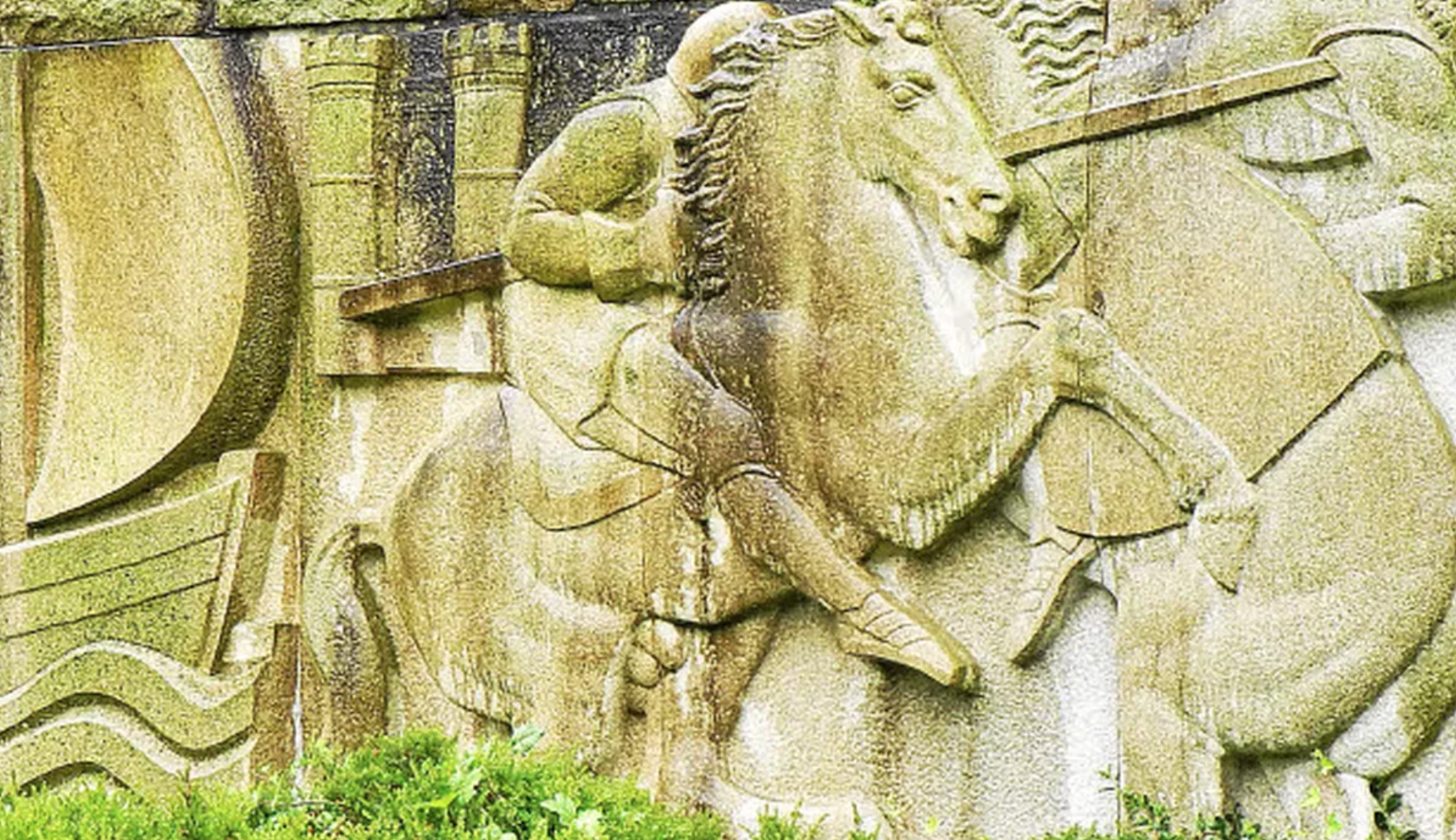
Francis Guinard, La Quête du Graal, bas-relief, cour d'honneur de la préfecture de Saint-Brieux

## Expositions
- Hôtel Kératry, rue de l'Horloge à Dinan, du 3 au 9 août 1965
- Hôtel Kératry au mois de juillet 1966
- Théâtre des Jacobins à Dinan, dans le cadre de la semaine commerciale, du 4 au 11 septembre 1966
- Galerie Marzin à Dinan, du 26 novembre au 3 décembre 1966
- Dinan, exposition collective « Plaisirs d'automne », 1968

## Récompenses
- Médaille de bronze au Salon des artistes français de 1938
- Médaille d'argent au Salon des artistes français de 1939
- Second prix de Rome de 1947 en sculpture